# Мауриц, Маттиас
Ма́ттиас Мауриц (нем. Matthias Mauritz; 13 ноября 1924, Дюссельдорф, Рейнская провинция — 21 ноября 2016[…], Дюссельдорф) — западногерманский футболист, играл на позиции нападающего; участник Олимпийских игр (1952, 1956).

## Биография

### Клубная карьера
Мауриц всю футбольную карьеру, которая насчитывала у него 13 сезонов играл за дюссельдорфскую «Фортуну». В составе этого клуба он доходил до финала Кубка Германии в 1958 и 1959 годах, которые были проиграны.
Всего за дюссельдорфскую «Фортуну» в Оберлиге сыграл 173 матча и забил 27 голов.

### Карьера в сборной
В составе олимпийской сборной Германии принимал участие на олимпийском футбольном турнире 1952 года, где сыграл в матчах со сборными Египта (3:1) и Югославии (1:3), а немцы по итогам турнира заняли четвёртое место.
На Олимпиаде 1956 года, которая проходила в Мельбурне, он сыграл только в 1/8 финала со сборной СССР; матч завершился победой будущих олимпийских чемпионов со счётом 2:1.
20 мая 1959 года в возрасте 34 лет сыграл единственный матч за сборную ФРГ, дебютировав в товарищеском матче со сборной Польши; матч завершился со счётом 1:1. Он являлся самым возрастным дебютантом в сборной Германии до 14 октября 2024 года, когда его достижение превзошёл вратарь «Хоффенхайма» Оливер Бауман.

### Смерть
Скончался 21 ноября 2016 года в Дюссельдорфе в возрасте 92 лет.